# 弗里茨·克林根贝格
弗里茨·保罗·海因里希·奥托·克林根贝格（德語：Fritz Paul Heinrich Otto Klingenberg；1912年12月17日—1945年3月23日）是武装党卫队中的一名德国籍军官，曾服役于党卫军“帝国”师，曾任党卫军「格茨·冯·贝利欣根」师师长。克林根贝格的成名之役是仅凭6人就拿下了南斯拉夫首都贝尔格莱德，他也因此获颁騎士鐵十字勳章。
1941年4月，德军入侵南斯拉夫和希腊。当时还是帝国师中的一名连长的克林根贝格带领部下随部队前往南斯拉夫首都贝尔格莱德。4月13日，克林根贝格所率领的一支先头部队接受了贝尔格莱德市的投降。几天后，南斯拉夫投降  。

## 生平

### 早年
克林根贝格出生於梅克倫堡。1931年他加入了納粹黨。1934年4月，他中断了在罗斯托克的化学学习，并在应征入伍后不久作为志愿者加入了親衛隊特別機動部隊。
作为一名军官，他首先在親衛隊特別機動部隊“德意志”旅和“日耳曼尼亚”旅服役。1939年，克林根贝格成为了武装党卫队的高級突擊隊領袖，还同时担任帝国师师长保罗·豪塞尔的副官。

### 攻陷貝爾格萊德
1941年初，克林根贝格参与了德军入侵南斯拉夫的战事。他们的目标是快速挺进南斯拉夫，之后攻打希腊。克林根贝格的先头部队当时已远远赶在德军主力部队之前，他违反了命令，决定夺下贝尔格莱德。克林根贝格找到了一艘小船，在渡河后试图继续用船将一支规模可观的部队摆渡过河。但是船沉了，克林根贝格身边只剩下了6个人。克林根贝格等人随后还遇到了一些南斯拉夫士兵，那些南斯拉夫人当时抓获了一个喝醉了酒的德国游客，但随后他们自己也变成了俘虏。
在数次交火过后，6名德军没有受到任何伤亡，反倒抓获了一些南斯拉夫士兵。这6个人举起了纳粹德国国旗。贝尔格莱德市长出面会见了这几名德军，克林根贝格随即虚张声势，声称德军的炮兵火力网和空军袭击即将降临，贝尔格莱德市长于是在4月13日将整座城市交给了这6个德国人。
此时，克林根贝格的几名下属划船赶到，并谎称还有更多德国人在路上 。最终，德军大部队第1裝甲兵團赶到了贝尔格莱德，被眼前的情况惊呆了，他们原本已经制定好了一个复杂的夺城计划 ，并准备好了付出上千人阵亡的代价。几天后，南斯拉夫投降。克林根贝格因夺取贝尔格莱德（实际上只用了6个人）而获颁骑士铁十字勋章。

### 陣亡
1944年12月21日，克林根贝格晋升党卫军旗隊領袖，两周后（1945年1月12日）被任命为党卫军“格茨·冯·贝利欣根“师师长。该师隶属于党卫军第8军，在萨尔布吕肯的东南方向上抵御美军第七集团军第15军的进攻。1945年3月23日，在黑尔克斯海姆的西边发生的交火中，克林根贝格被一发坦克炮弹的弹片杀死，之后被埋葬在位于法国默尔特-摩泽尔省的昂迪伊的德军战争公墓。为纪念克林根伯格的阵亡，党卫军第37装甲掷弹兵团被命名为“克林根伯格团”。

## 勋奖
- 1941年5月14日，作为親衛隊高級突擊隊領袖获得騎士鐵十字勳章。[8]
- 1944年4月28日，作为上級突擊隊大隊領袖获得金质德國十字勳章[9]。